# Lemony Snicket
Lemony Snicket är en litterär figur i böckerna skrivna av Lemony Snicket, en pseudonym för Daniel Handler, en amerikansk barnboksförfattare. De mest kända böckerna som han har skrivit under pseudonymen är bokserien om Syskonen Baudelaires olycksaliga liv. 